# Aurangabad (Maharashtra)
Aurangabad ( pronunciació (?·pàg.) (औरंगाबाद) urdú: اورنگ‌آباد que vol dir "Construïda pel Tron", és una ciutat de l'estat de Maharashtra, a l'Índia.
Pren el seu nom de l'emperador mogol Aurangzeb. És capital de la Divisió d'Aurangabad i de la regió de Marathwada. Està a la vora del riu Kaum afluent del Godavari. És un hub turístic amb diversos monuments a la rodalia.

## Població
Té una població el 2001 de 902.179 habitants, i a cens anteriors les següents:
- 1825, 60.000 (estimada)
- 1871, 20.500
- 1881, 30.219
- 1891, 33.887
- 1901, 36.837
- 1931, 29.000
- 1971, 167.000
- 1981, 301.000
- 1991, 592.000
- 2001, 902.179

## Història
La ciutat fou fundada el 1610 per Malik Ambar, primer ministre del sultà Murtaza Nizam Shah d'Ahmadnagar al lloc d'una vila anomenada Kharki. Amb aquest darrer nom la va convertir en la seva capital i les seves forces es van establir a la regió. Va créixer considerablement en deu anys però el 1621 fou en part destruïda i cremada per les forces imperials de Jahangir. Malik Ambar va morir el 1626. " i el va succeir el seu fill Fateh Khan que va canviar el nom de Kharki a Fatehnagar. El mateix 1626 el virrei mogol Khan Jahan Lodi, va avançar cap a la ciutat però fou subornat per Hamid Khan (comandant dels nizamshàhides) i es va retirar a Burhanpur. Fou capital d'una gran província dins el sultanat nizamshàhida. Els imperials van ocupar Daulatabad el 1633 i tots els dominis nizamshàhides, incloent-hi Fatehnagar, van passar a l'Imperi Mogol. El 1653 quan Aurangzeb (llavors príncep) fou nomenat virrei de Dècan per segona vegada (abans ho havia estat el 1635), es va establir a Fatehnagar i la va rebatejar Aurangabad (a les cròniques del seu temps apareix també com Khujista Bunyad). Va arribar a emperador enderrocant al seu pare el 1658.
El març de 1666 es va presentar a la ciutat el maratha Sivaji o Shivaji en el seu camí cap a Agra; el governador local Safshikan Khan, el va tractar amb poc respecte però fou amonestat per Jai Singh i va haver de demanar disculpes. El 1668 fou teatre d'un conflicte entre les tropes imperials de Diler Khan i les del virrei el príncep Muazzam. El 1681 els marathes van saquejar Burhanpur, i es van concentrar a les muntanyes de Satara per atacar Aurangabad però el pla fou abandonat al saber que el virrei Khan Jahan Bahadur arribava amb reforços. El mateix any Khan Jahan Bahadur va construir la muralla. Dos anys després l'emperador en persona va anar a la ciutat que fou la base per la conquesta de Bijapur (1686) i Golkonda (kutubxàhides, 1687); el 1692 va ordenar construir un palau prop d'un dipòsit d'aigua al nord de la ciutat i es va ampliar la muralla cap a Begampura (1696).
Pocs anys després de la mort d'Aurangzeb el 3 de març de 1707 el virrei del Dècan general Nizamul-Mulk Asaf Jah es va establir a Aurangabad el 1720 i encara que el 1723 encara va visitar Delhi i es mantenia lleial, el 1724 va abandonar aquesta ciutat per retornar a Aurangabad contra les ordres de l'emperador Muhammad Shah. Fou breument la capital del Dècan fins que al cap de poc temps es va traslladar a Hyderabad.
L'emperador va ordenar al subadar de Dècan, Mubariz Khan, oposar-se al nizam i es va lliurar una batalla prop de Sakharkherda (després anomenada Fatehkherda) en que Murbariz Khan fou derrotat i mort. Raghoji, un jove descendents de la casa dels Jadhavs de Sindkhed, que combatia al bàndol mogol, va morir igualment. El nizam, davant el suport dels Jadhavs a l'emperador, va enviar tropes a Deulgaon per capturar a tota la família però aquesta va rebre informació dels plans del nizam i va fugir a Satara on va rebre asil de Chhatrapati Shahu, que va fer de mediador aconseguint el retorn del seu jagir als Jadhavs.
El 1853 Aurangabad fou teatre d'un conflicte entre forces locals del Raja Mansing Rav de Devalgaon i un cos d'àrabs mercenari al servei d'aquest raja; els àrabs havien fet presoner al sobirà reclamant pagaments endarrerits. Els britànics (general Mayne) assabentats del que passava van anar a la zona a Jasvantpura (octubre de 1853) amb dos regiments i una bateria d'artilleria i van arribar a Roshangate, on els àrabs s'havien fet forts; després d'una lluita breu els àrabs foren dispersats i el raja alliberat. Els britànics van tenir 15 morts (entre els quals el tinent Boswell) i 40 ferits (entre els quals el tinent Vaughan i el capità Parker, que després van morir de les ferides)
El 1857 en esclatar la rebel·lió dels Sipais, els britànics van enviar un regiment de cavalleria de Mominabad (Ambejogai) a Aurangabad per rellevar a un regiment de cavalleria estacionat a la ciutat que havia anat cap a Malegaon; les tropes britàniques formades per nadius van començar a donar mostres de motí i la ciutat era favorable a la rebel·lió; dos companyies d'infanteria foren col·locades al pont del riu Kham o Kaum que separava l'àrea del campament d'infanteria del de cavalleria. Les tropes de cavalleria i artilleria estaven a la vora de la rebel·lió però el rumor de l'arribada de forces des de Bombai va aturar qualsevol acció. Hi va haver alguns actes de rebel·lia personal però en conjunt les tropes van romandre lleials.
El 1897 i 1900 fou afectada per epidèmies de fam.

## Economia
És una gran productora de cotó tèxtil i de seda. La ciutat es va desenvolupar després de 1960 i va esdevenir una ciutat industrial. Destaquen les fàbriques de Mashru i Himroo.

## Administració
Aurangabad Municipal Corporation (AMC) és el cos administratiu civil, dividit en sis zones. El consell municipal fou establert el 1936, i la superfície sobre el que tenia jurisdicció és de 5,5 km²; el 8 de desembre de 1982 fou elevada a Corporació Municipal incloent 18 viles perifèriques i passant a 138,5 km². El cap de l'administració és el Comissionat Municipal. És també districte electoral amb un escó per la Lok Sabha i dos o tres pel parlament de l'estat 

## Transport
Aurangabad té Aeroport Internacional

## Llocs interessants
- Bibi Ka Maqbara: tomba de l'esposa d'Aurangzeb, Rabia-ud-Durrani, imitació del Taj Mahal
- Panchakki, (molí d'aigua) del segle xvii a 1 km, amb fonts, canal i una mesquita
- Portes de la ciutat, un total de 52, cadascuna amb la seva història particular. La ciutat fou coneguda sovint com a "Ciutat de les Portes".
- Coves d'Aurangabad a uns 5 km, conjunt de 12 coves amb restes budistes
- Temple d'Ellora-Ghrishneshwar, del segle xviii, a uns 30 km
- Khuldabad, ciutat emmurallada a uns 3 km d'Ellora, suposat lloc d'enterrament d'Aurangzeb
- Coves de Pitalkhora a les muntanyes Satmala, als Sahyadris, a uns 78 km d'Aurangabad, conjunt de 13 coves santuaris entre el segle ii aC i el segle v.
- Fort de Daulatabad abans Devgiri, a uns 13 km, del segle XII
- Ruïnes d'Aurangabad amb el palau Naukhanda, restes del palau d'Asaf Jan i de la Killa Arak (ciutadella); palau de Naukonda (de 1616)
- Quil-e-Ark, palau construït per Aurangzeb
- Barra Darri, Palau de Salar Jang amb el mahal de Govind Baksh, a la mateix ciutat
- Damri Mahal, gran edifici construït després del Barra Darri.
- Kali Masjid i Jumma Masjid, principals mesquites del segle XVI
- Shahganj Masjid, mesquita del segle xviii (vers 1720), la principal de la ciutat
- Chowk Masjid, mesquita datada el 1655
- Paithan, vila a uns 50 km al sud, especialitzada en saris, amb un museu d'art important, una resclosa, lloc per observatori d'ocells i jardins incloent els de Dnyaneshwar Udyan, el jardí més gran de Maharashtra.
- Ellora, les coves i temples d'Ellore són Patrimoni de la Humanitat i estan a 30 km al nord-est. Són un total de 34, 12 budistes, 17 hindús i 5 jainistes; després es van descobrir 22 noves coves dedicades a Xiva. El temple de Kailash prop de les coves és el principal.
- Coves d'Ajanta a uns 99 km, famoses coves budistes que són també Patrimoni de la Humanitat i estan situades al nord-est d'Aurangabad als turons Sahyadri a uns 10 km. Són trenta coves del segle ii aC amb pintures i escultures, sales i monestirs, descobertes el 1819 per oficials britànics.
- Pariyon ka Talab (Llac de les Fades), llac a uns 30 km amb un temple i una estructura que sembla un amfiteatre romà.
- Jardins de Bani Begum a 24 km d'Aurangabad rodejant les tombes de les ruïnes d'Aurangzeb. Bani Begum era esposa d'un fill de l'emperador
- Mhaismal (abans Mahesmal) a uns 15 km, antic temple de Girijamata rèplica exacta del temple de Balaji a Tirupat
- Cràter Lonar a 122 km, un dels 5 cràters més grans del món format per l'impacte d'un meteorit fa 50.000 anys amb un diàmetre d'1,75 km mi profunditat 132 metres, amb llac a la base. A la vora temples dels segles xii i xiii.
- Santuari animal de Gautala a 65 km d'Aurangabad als turons Sahyadri, amb rica flora i fauna especialment ocells.
- Santuari animal Jayakwadi, ocells
- Museus: Museu Arqueològic de l'Estat o Sonehri Mahal, Museu Universitari d'Història i Museu Municipal
- Kaghzipura, prop de Dawlatabd, on es va fer el primer paper, quan fou importat pels mogols.
- Muntanyes Mhaismal
- Jardí Siddarth
- Universitat Dr Babasaheb Ambedkar Marathwada

## Galeria

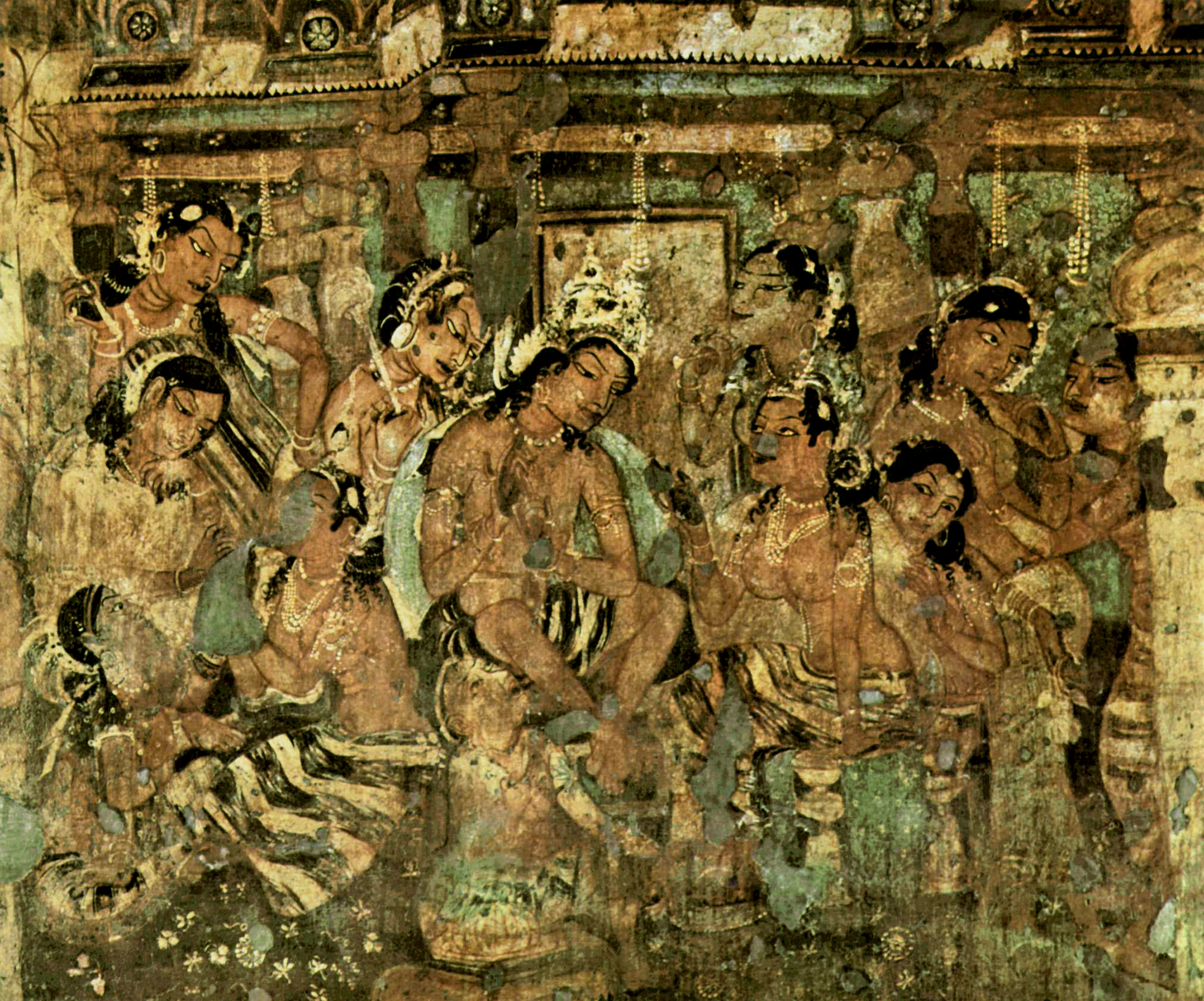
Coves d'Ajanta
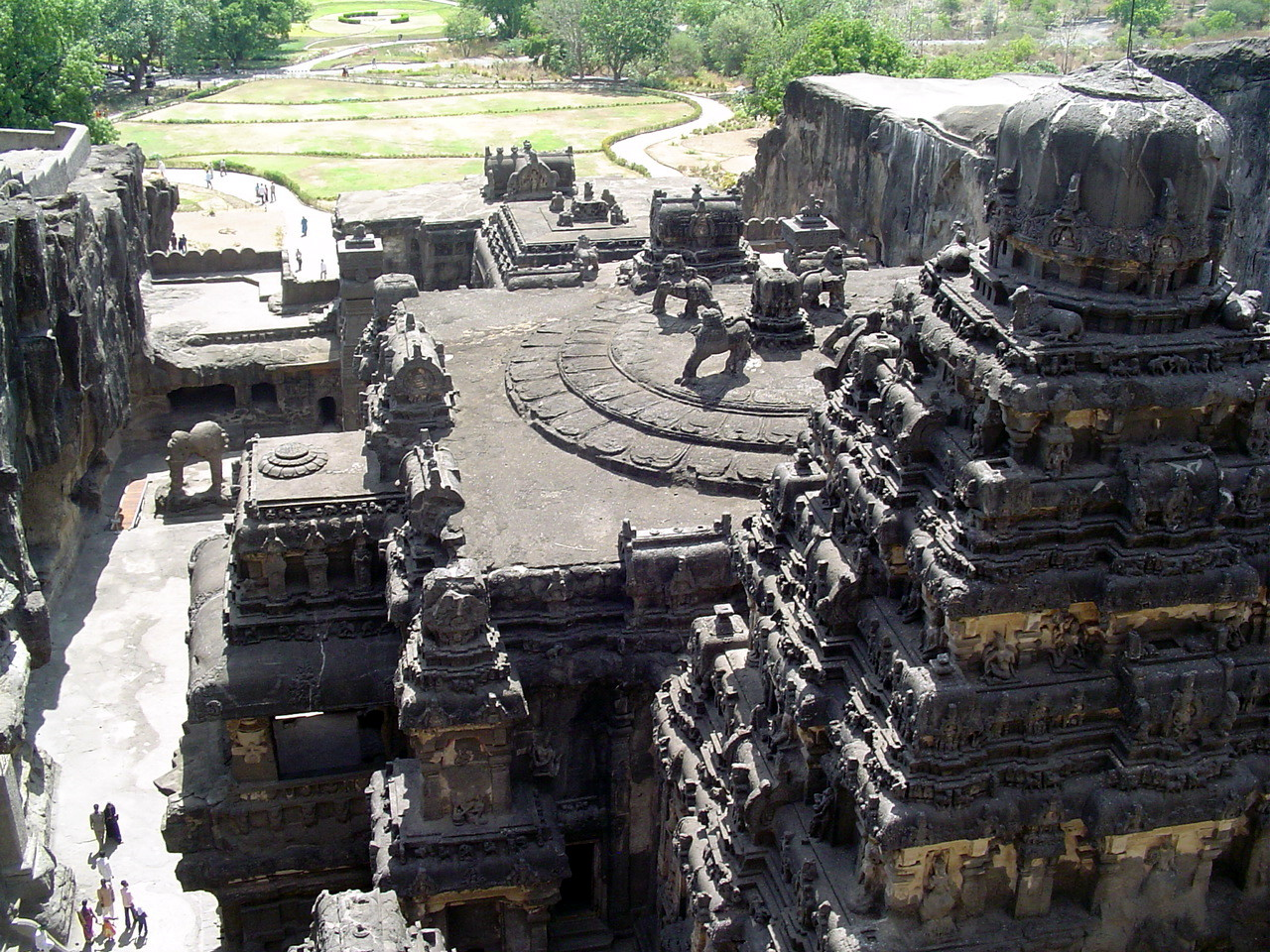
Temple Kailash a Ellora
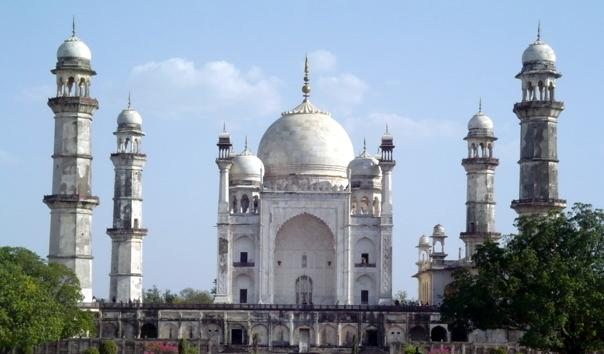
Bibi Ka Maqbara
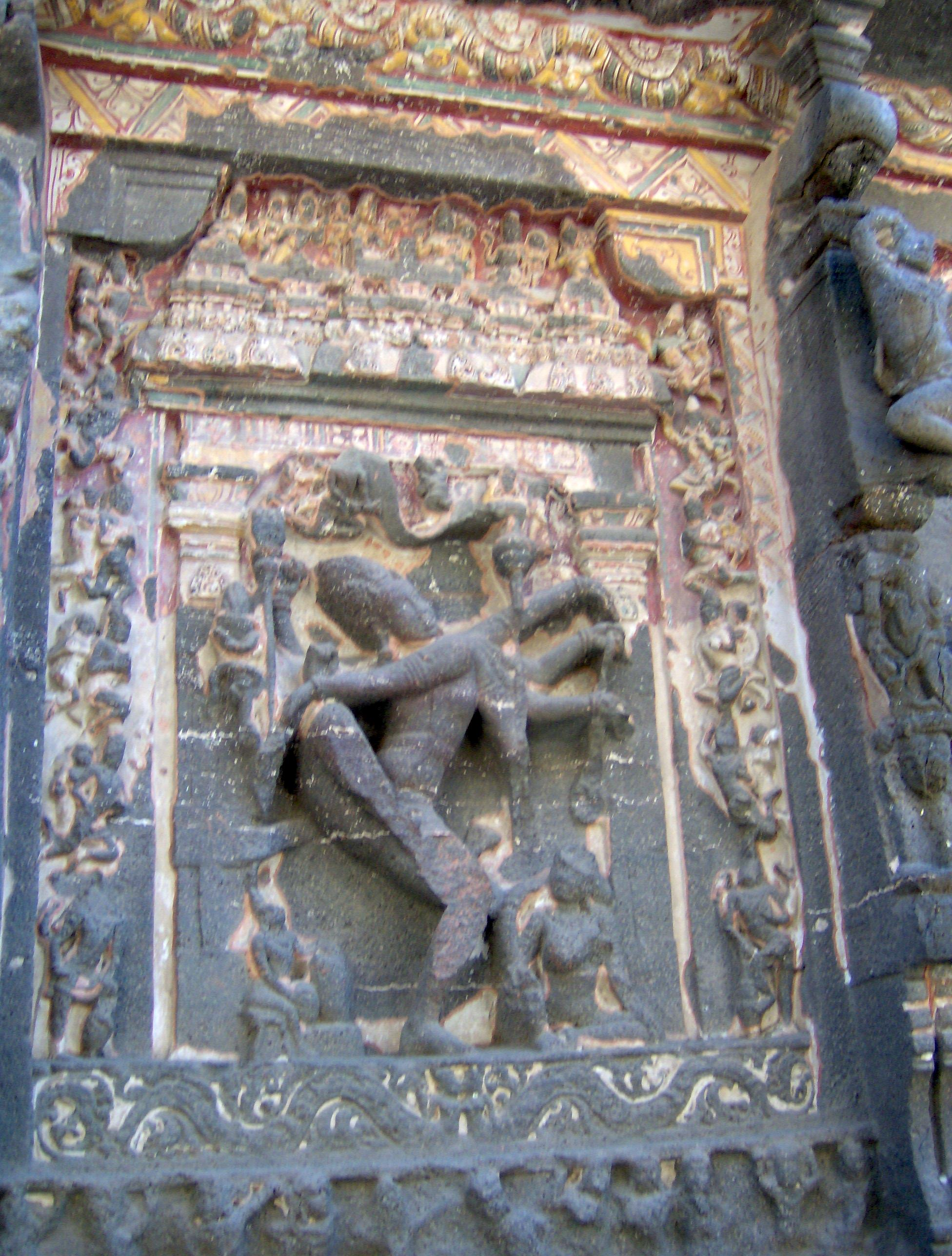
Temple Kailash a Ellora
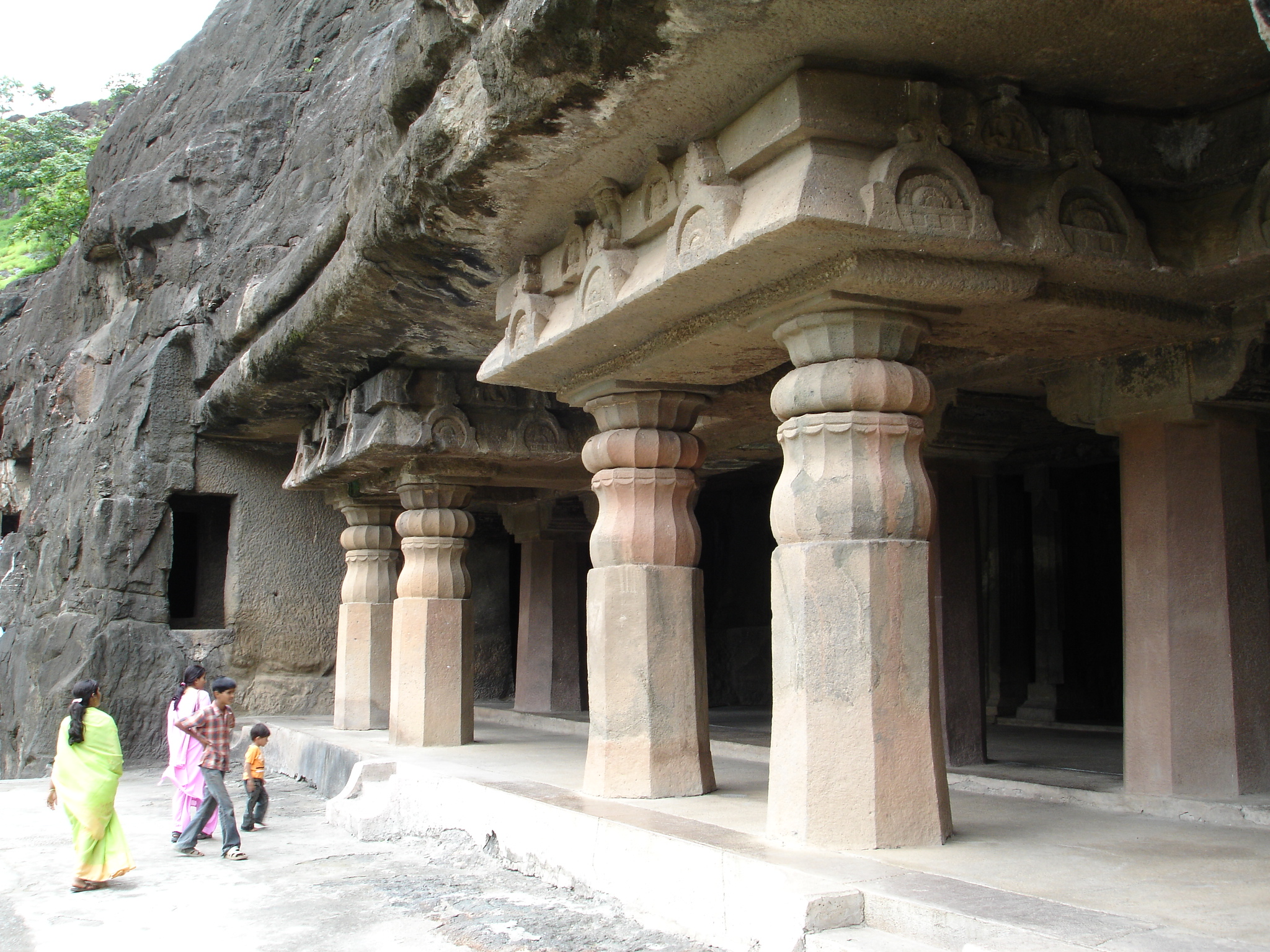
Coves d'Ajanta
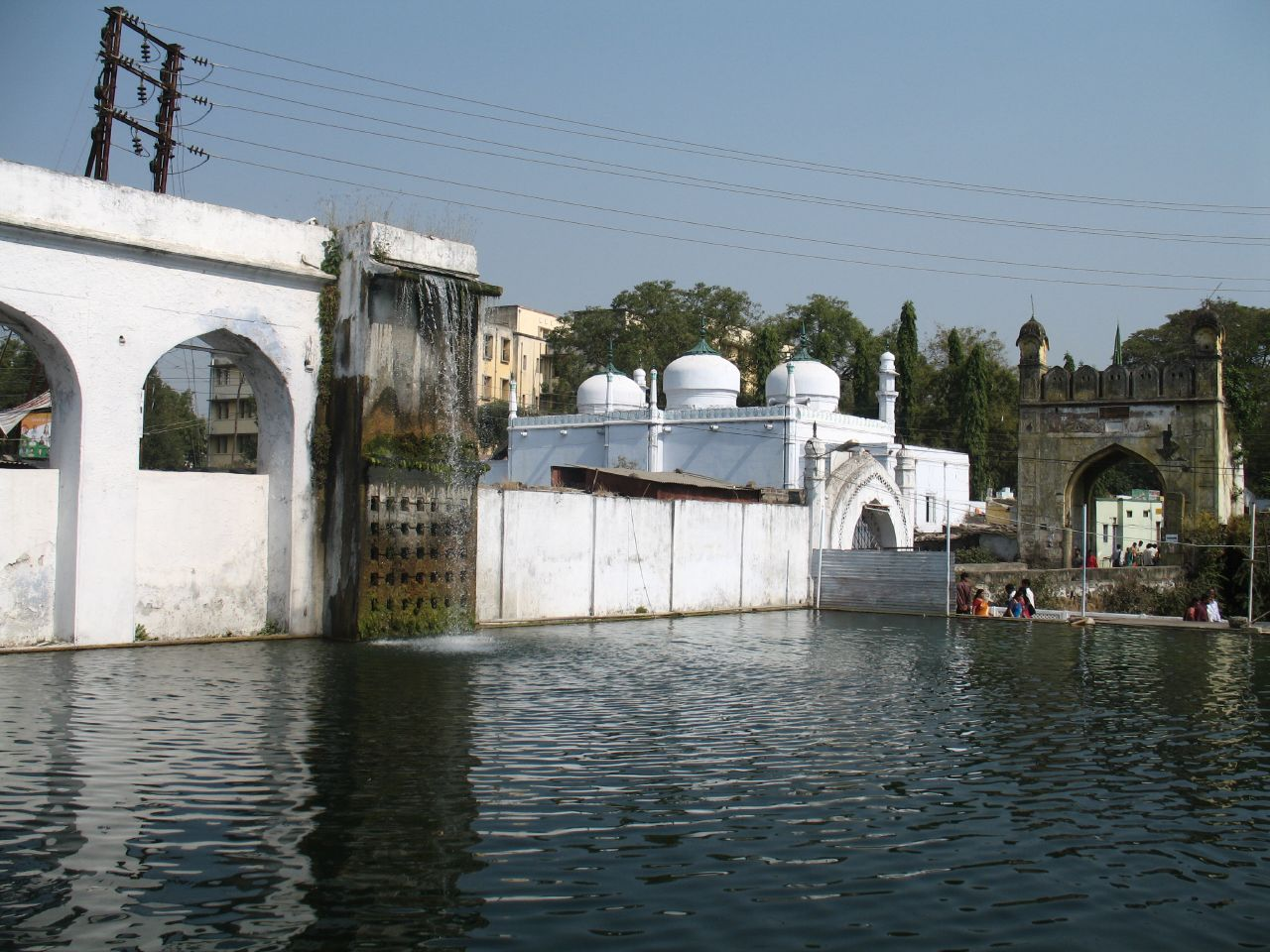
Font de Panchakki
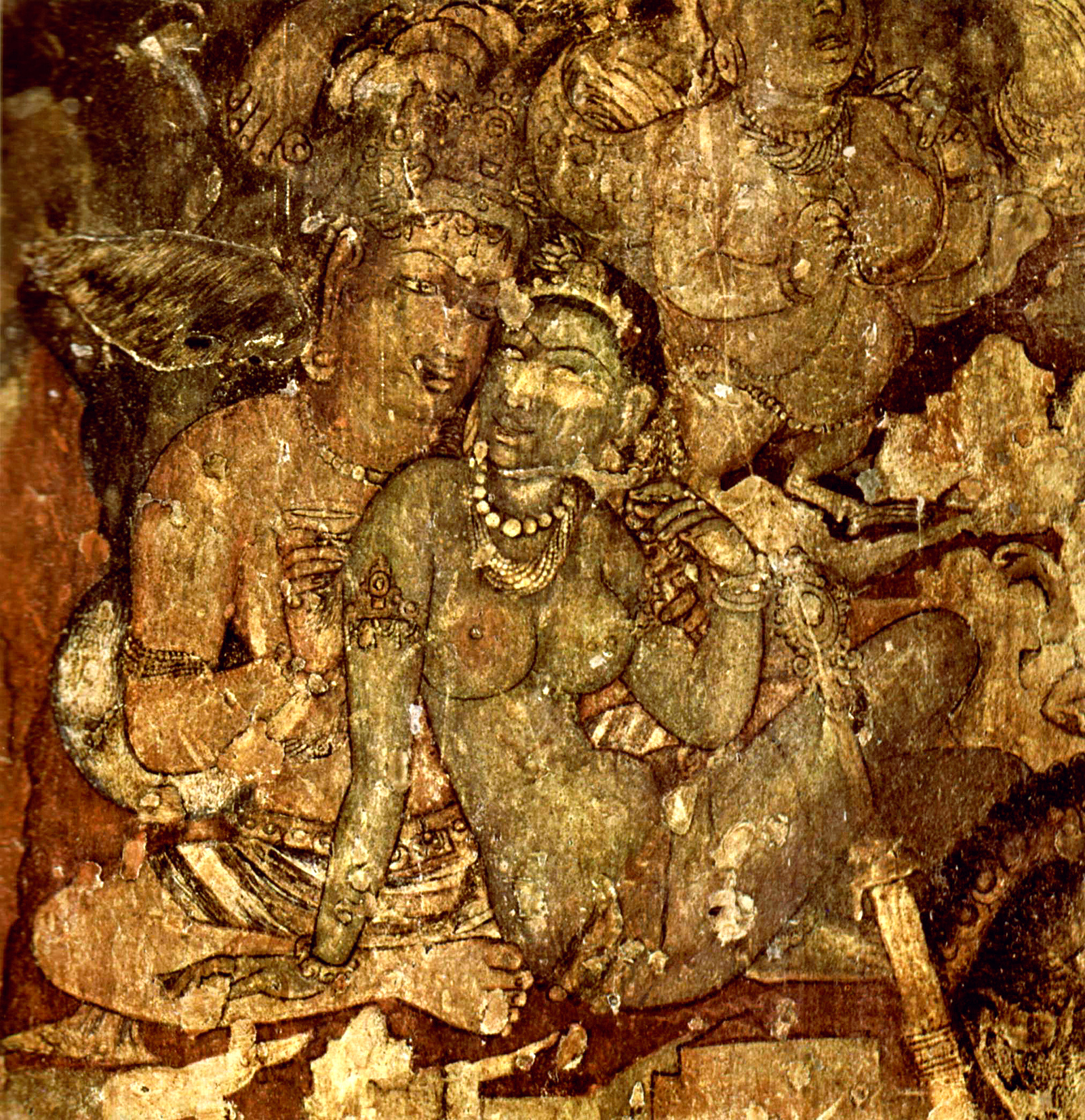
Pintura d'Ajanta, segle VI
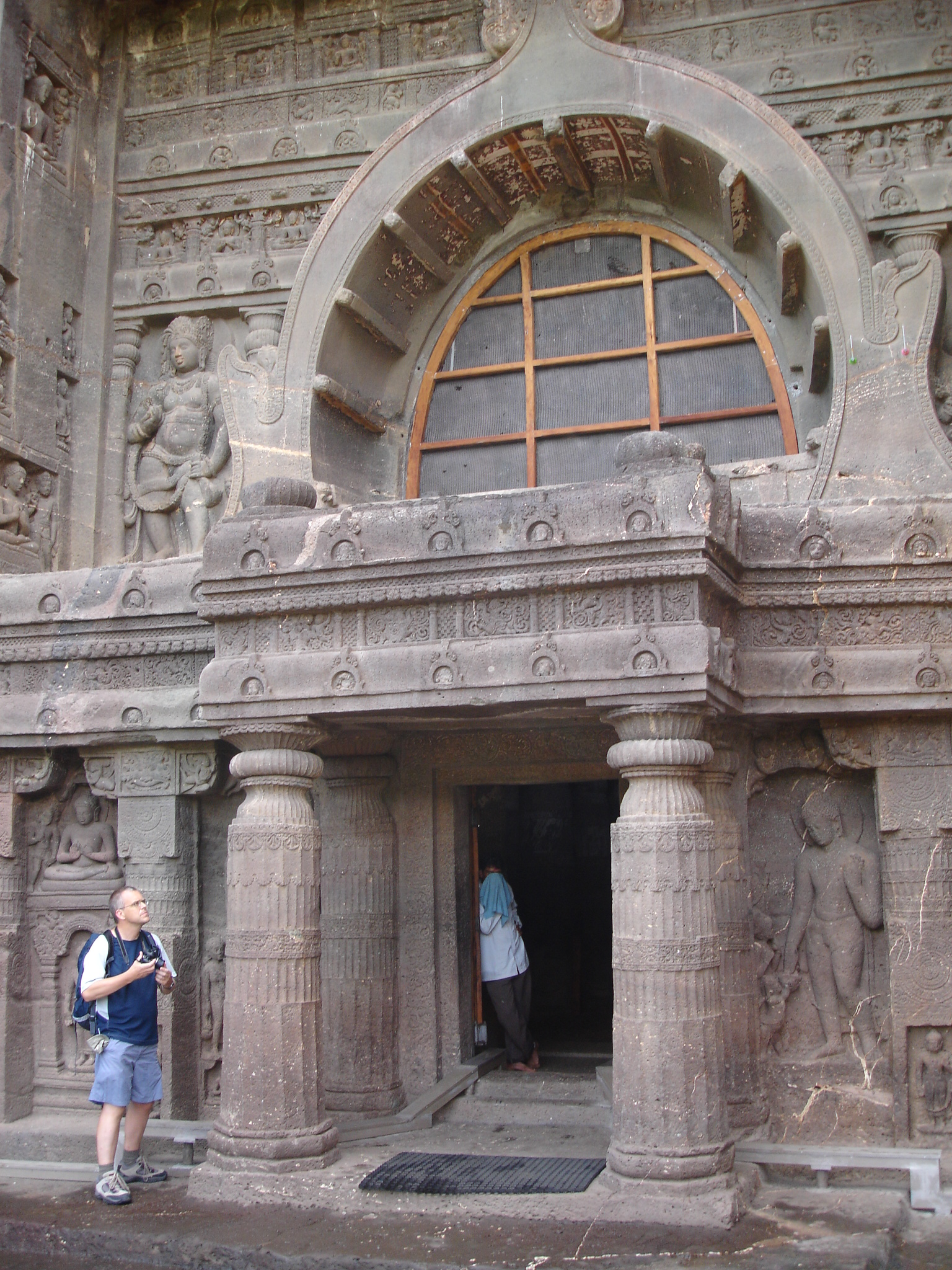
Coves d'Ajanta]

## Àrees principals d'Aurangabad
- Aarif Colony
- Aasifiya Colony
- Aurangpura
- Altamash Colony
- Angoori Bagh
- Bada Takiya
- Baiji Pura
- Bajaj Nagar & Waluj
- Bansilal Nagar
- Bari Colony
- Begum Pura
- Bhadkal Gate
- Buddi Lane
- CIDCO(N-1 a N-15)
- Central Naka
- Cheli Pura
- Chota Takiya
- City Chowk
- Champa Chowk
- Delhi Gate
- Dr. Rafiq Zakaria Road
- Ganesh Colony
- Garkheda
- Gulmandi
- Gulmohar Colony, CIDCO N-5
- Harsul
- Hazrat Nizamuddin Road
- Heena Nagar
- Hilaal Colony
- Himayat Baugh
- HUDCO (H-1 a H-20)
- Itkheda
- Jaffer Gate
- Jalna Road
- Jawahar Colony
- Jinsi
- Juna Bazar
- Jubilee Park
- Jyotinagar
- Kabaadipura
- Kanchan Wadi
- Kareem Colony
- Kat Kat Gate
- Khadkeshwar
- Kirad Pura
- Lota Karanja
- Mahmood Pura
- Maqsood Colony
- Mondha
- Motiwala Nagar
- Moti Karanja
- Mujeeb Colony
- Mukund Wadi
- Nava Bhaata(Osmanpura)
- Nageshwar wadi
- Nakshatra Wadi
- Nandanvan Colony
- Naryali Baugh
- National Colony
- Nawabpura
- New Shreynager
- Nirala Bazaar
- Nishaan
- Noor Colony - Town Hall
- Osmanpura
- Peer Bazar
- Padampura
- Padegaon
- Paithan Gate
- Pandharpur & Chitegaon MIDC
- Qiasar Colony
- Raja Bazar
- Rasheed Pura
- Rauza Baugh
- Roshan Gate
- Shah Colony Osmanpura
- Saadat Nagar
- Samarthnagar
- Satara Parisar
- Sawarkar Nagar N-5 (South) CIDCO
- Seven Hills
- Shah Bazar
- Shah Ganj
- Shahnoorwadi
- Shah Noor Miyan Darghah
- Shendra MIDC
- Shivaji Nagar
- Shivsamadhan Colony Vyankatesh Colony
- Silk Mills
- Silli Khana
- Town Hall
- TV Center.
- Ulkanagari
- Vasundhara Colony
- Vishram Baugh Colony
- Yunus Colony
- Zambad Estate
- Bhagatsingh Nagar o Casa de Korde

## Nota
1. ↑  Qureshi Dulari,"Tourism Potential in Aurangabad," p.6